# Linea Wolgot-Pangyo
La linea Wolgot-Pangyo è una line ferroviaria suburbana della Metropolitana di Seul la cui apertura è pianificata per il 2027. Viene anche considerata come un'estensione della linea Gyeonggang in quanto verranno espletati servizi diretti tra le due linee.

## Stazioni
| Nome Alfabeto     | Nome Hangŭl | Collegamenti                                               | Distanza in km | Distanza totale | Posizione      | Posizione   |
| ----------------- | ----------- | ---------------------------------------------------------- | -------------- | --------------- | -------------- | ----------- |
| Wolgot            | 월곶        | ■ Linea Suin                                               | 0.0            | 0.0             | Siheung-si     | Gyeonggi-do |
| Janggok           | 장곡        |                                                            |                |                 | Siheung-si     | Gyeonggi-do |
| Siheung City Hall | 시흥시청    | ■ Linea Seohae Linea Sinansan (2023)                       |                |                 | Siheung-si     | Gyeonggi-do |
| Mahewa            | 매화        | Linea Sinansan (2023)                                      |                |                 | Siheung-si     | Gyeonggi-do |
| Gwangmyeong       | 광명        | ● Linea 1 ■ Honam KTX ■ Gyeongbu KTX Linea Sinansan (2023) |                |                 | Gwangmyeong-si | Gyeonggi-do |
| Seoksu            | 석수        |                                                            |                |                 | Anyang-si      | Gyeonggi-do |
| Anyang            | 안양        | ● Linea 1                                                  |                |                 | Anyang-si      | Gyeonggi-do |
| Stadio di Anyang  | 안양운동장  |                                                            |                |                 | Anyang-si      | Gyeonggi-do |
| Indeogwon         | 인덕원      | ● Linea 4 Linea Indeogwon-Dongtan (2021)                   |                |                 | Anyang-si      | Gyeonggi-do |
| Cheonggye         | 청계        |                                                            |                |                 | Uiwang-si      | Gyeonggi-do |
| Seopangyo         | 서판교      |                                                            |                |                 | Seongnam-si    | Gyeonggi-do |
| Pangyo            | 판교        | ■ Linea Sinbundang ■ Linea Gyeonggang                      |                |                 | Seongnam-si    | Gyeonggi-do |